# 基律纳市镇
基律纳市镇（瑞典語：Kiruna kommun）是瑞典极北方北博滕省的一个市镇。其治所位于基律纳。基律纳市镇是瑞典最北方的市镇，亦是瑞典最大的市镇。